# Ivády Béla
Ivádi Ivády Béla (Fólya, 1873. november 14. – Budapest, 1962. március 19.) magyar politikus, földművelésügyi miniszter 1931 és 1932 között. Ivády Sándor vízilabdázó édesapja.

## Családja
Az ősrégi Heves megyei nemesi ivádi Ivády családban született, amelyet először 1456-ban említenek a források és később címeres levelet nyert 1635. március 22-én II. Ferdinánd magyar királytól. Apja ivádi Ivády Béla (1838–1920) politikus, országgyűlési képviselő, Erzsébetváros díszpolgára; apai nagyszülei ivádi Ivády Gábor (1792–1852), földbirtokos és mezőmadarasi Madarassy Mária Terézia (1807–1881) voltak. Anyja az erdélyi örmény nemesi Csiki / Csiky család leszármazottja, Csíky Jozefa (1842–1918) volt Erzsébetvárosból,  anyai nagyszülei erzsébetvárosi Csíky Manó (1800–1852) ügyvéd, főtörvényszéki tanácsos, táblabíró és az erdélyi örmény nemesi családból származó baraczházi Capdebo / Kápdebó Mária (1809–1853) voltak.

## Élete
1896-ban a földművelésügyi minisztériumban kezdett dolgozni fogalmazógyakornokként, 1907-től császári és királyi kamarás volt. Az első világháború alatt az Országos Gazdasági Bizottság helyettes vezetőjévé, később a Közélelmezési Hivatal osztályfőnökévé nevezték ki. 1916-tól Pest-Szolnok és Bács vármegye közélelmezési kormánybiztosaként dolgozott. 1922-től egységes párti programmal nemzetgyűlési, ezt követően a pásztói került országgyűlési képviselőjeként működött. 
A községért folytatott lobbija sikeresnek bizonyult, ennek volt köszönhető többek közt a Fő utca kikövezése, illetve az Ipartestület új székházának építésére kapott kölcsön. Gyakori résztvevője volt a helyi jótékonysági akcióknak is. 1931. augusztus 24-étől 1932. február 4-éig földművelésügyi miniszter volt Károlyi Gyula kormányában. 1933-ban elnöke lett az Árelemző és Kartell Bizottságnak, illetve betöltötte a Nemzeti Egység Pártja (NEP) ügyvezető elnöki tisztjét is.

## Házassága és leszármazottjai
Budapesten, 1898. január 15-én vette feleségül az ősrégi előkelő nemesi nagyjeszeni Jeszenszky családból való báró nagyjeszeni Jeszenszky Anna (Csibrák, 1877. február 19.–†Pátroha, 1952. június 5.) kisasszonyt, akinek a szülei báró nagyjeszeni Jeszenszky Sándor (1827–1889), császári és királyi huszár kapitány, szolgabíró, országgyűlési képviselő, és gyöngyösi Somogyi Emma (1836–1878) voltak. Az apai nagyszülei báró nagyjeszeni Jeszenszky János (1793–1866), Tolna vármegye alispánja, a Szent István-rend lovagja, és báró Laffert Teréz (1798–1866) voltak. Jeszenszky János a Hétszemélyes Tábla nyugalmazott bírája, a Szent István-rend lovagja 1865. január 3-án I. Ferenc József magyar királytól magyar bárói címet nyert. Az anyai nagyszülei gyöngyösi Somogyi Károly (1800–1881), és báró tótprónai és blathniczai Prónay Emma (1809–1889) voltak. Ivády Béla és báró Jeszenszky Anna frigyéből négy gyermek született:
- Ivády Gábor (Budapest, 1898. november 10.–†Budapest, 1984. november 20.); neje: kászonimpérfalvi Balási Ilona (1910. július 3.–†1995)
- Ivády Anna (1900–1901)
- Ivády Sándor Béla (Budapest, 1903. május 1. – Bécs, 1998. december 22.) olimpiai bajnok vízilabdázó, miniszteri tanácsos; neje: dericskai Katona Mária (*Pozsony, 1922. július 17.–†2005)
- Ivády Béla (Budapest, 1916. március 20.–†Budapest, 2016. november 12.), alezredes. Neje: Pap Mária (Budapest, 1922. május 25.–†2004)

## Emlékezete
- Alakja felbukkan Kondor Vilmos Budapest noir című bűnügyi regényében, mint Gömbös Gyula miniszterelnök temetésének egyik résztvevője.